# Витсаоя
Ви́тсао́я (фин. Vitsaoja) — ручей в России, протекает по территории Лоймольского сельского поселения Суоярвского района Карелии. Длина ручья — 13 км.
Ручей берёт начало из озера Валкеалампи на высоте 167 м над уровнем моря и далее течёт преимущественно в южном направлении по заболоченной местности.

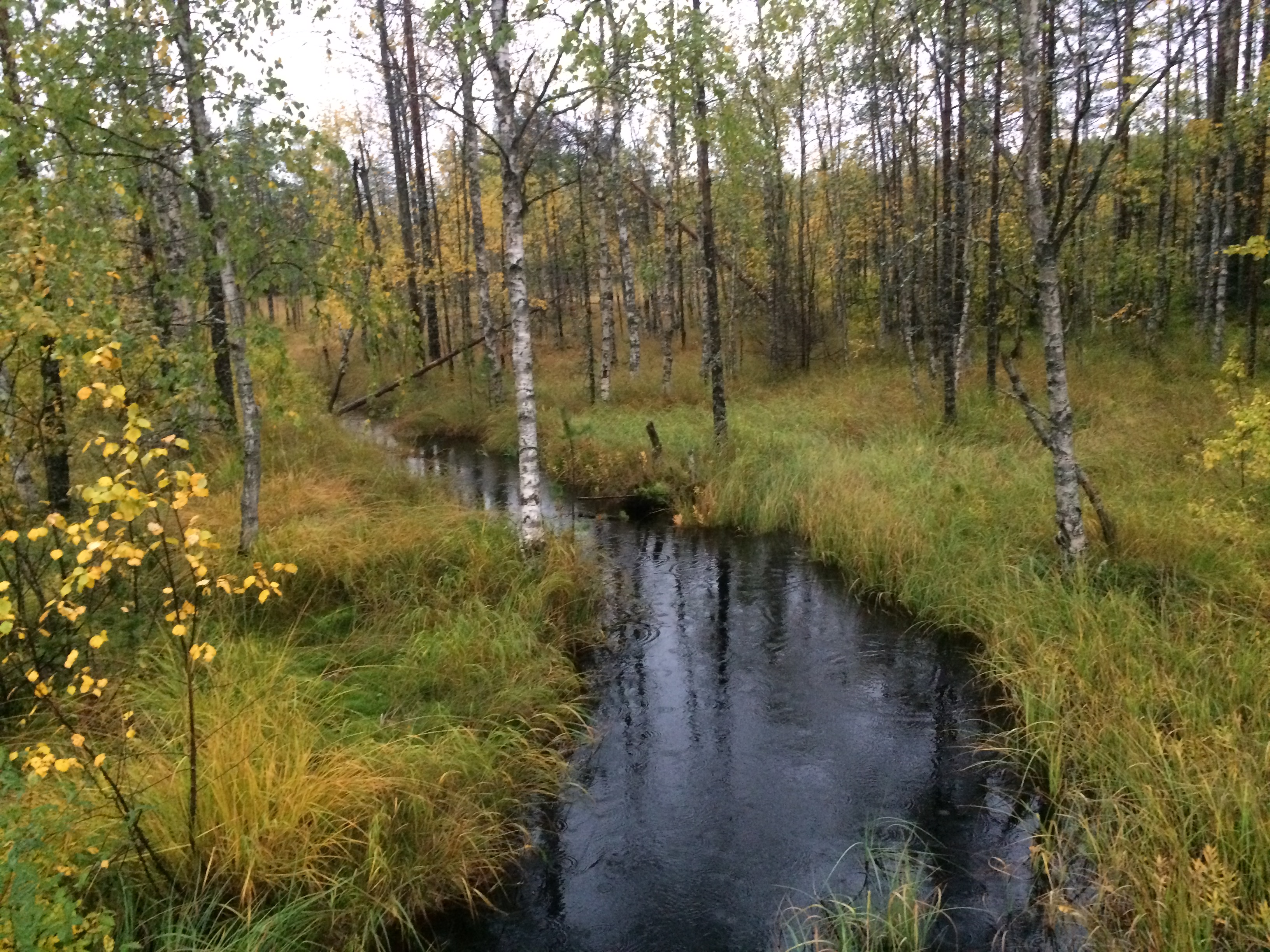
Вид по течению

Ручей в общей сложности имеет шесть притоков суммарной длиной 9,0 км.
Впадает в реку Колласйоки на высоте ниже 142 м над уровнем моря.
Населённые пункты на ручье отсутствуют.
Название ручья переводится с финского языка как «хлыст-ручей».
Код объекта в государственном водном реестре — 01040300212202000011355.